# Coptochilus
Coptochilus is een geslacht van wantsen uit de familie van de Scutelleridae (Pantserwantsen). Het geslacht werd voor het eerst wetenschappelijk beschreven door Amyot & Serville in 1843.

## Soorten
Het genus bevat de volgende soorten:

- Coptochilus ferrugineus Amyot & Serville, 1843
- Coptochilus lentiginosus Berg, 1878
- Coptochilus morrisi Eger & Schmitz, 2020